# Gilabertus de Toulouse

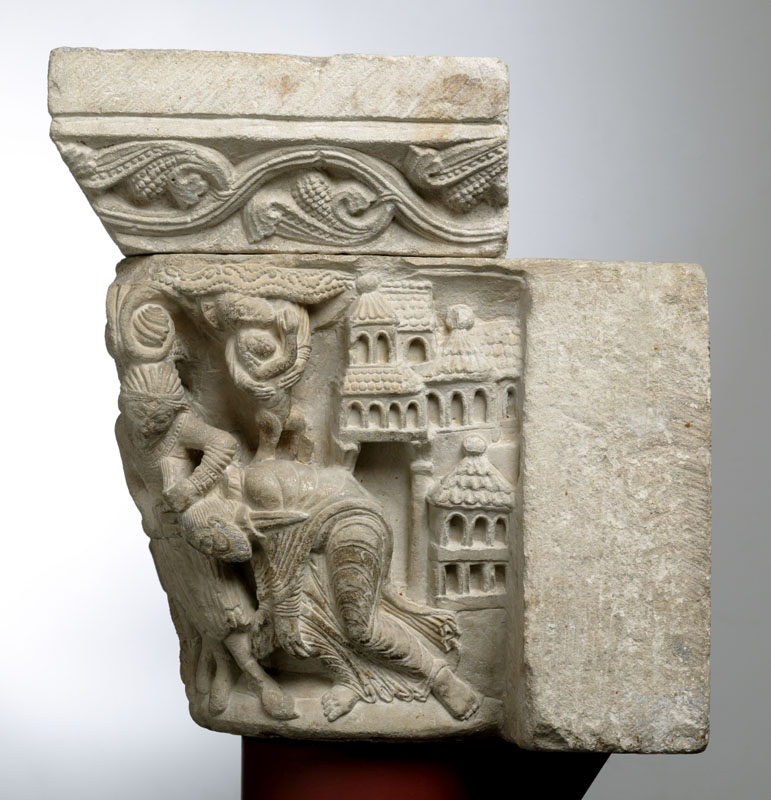
Capitel de Gilabertus de Toulouse
Muerte de San Juan Bautista

Gilabertus de Toulouse, también nombrado como Maestro Gilabert fue un escultor francés del periodo románico, que elaboró su obra en el siglo XII. Máximo representante de la Escuela de Toulouse, integrada en la Escuela del Languedoc, está considerado uno de los precursores de la escultura gótica.
La vida del escultor apenas se conoce; fue un maestro que regentaba un taller en la ciudad francesa de la que toma el nombre, Toulouse, que en ciertos periodos fue itinerante desplazándose a Cataluña para realizar sus obras y, como característica, fue el primer escultor en firmarlas, práctica inédita para la época.
Su particular escultura diferente a la de los cánones tradicionales establecidos de la época, huyendo de representaciones planas e inexpresivas, confiriendo a sus obras relieve, rasgos y expresiones marcadamente humanos, y movimiento en conjunto trabajando minuciosamente los pliegues del ropaje, cabellos, manos, le llevan junto al Maestro de Cabestany, Gislebert de Autun o Antelami de Parma a ser considerado «Uno de los escultores más importantes de la Edad Media» según el historiador y experto en arte Rolf Legler.

## Obras

### Obras en Toulouse
En esta ciudad es donde se conserva la mayor parte de su obra, principalmente en el Museo de los Agustinos, instalado en el convento, donde en los años 1830 se recompuso el portal de la antigua sala capitular de la catedral de Toulouse, obra de Gilabertus.
Contiene el museo  una importante muestra de capiteles, destacando el de La muerte de Juan el Bautista elaborado en 1120 y ocho bajorrelieves que representan a los apóstoles. También se encuentra el bajorrelieve de San Andrés y de Santo Tomás, que llevaba inscrita la firma del maestro, en latín, actualmente desaparecida:

### Obras en Cataluña
La Virgen del Claustro  o Mare de Déu del claustre de la catedral de Santa María de Solsona, esculpida  en el último tercio del siglo XII, representa el contrapunto entre la escultura tradicional languedociana relacionada con las escuelas italianas, marcando nuevas tendencias escultóricas dando paso a la inminente transición al gótico.
Se observa en la escultura de piedra caliza oscurecida, de unos 105 cm de altura representando a la Virgen coronada con el niño en la falda, un delicado trabajo destacando la expresión del rostro, los pliegues de la ropa que le otorgan gran dinamismo y una elaborada ornamentación.
En el claustro de dicha catedral el maestro dejó otras obras importantes como dos columnas, una con figuras humanas en relieve y otra representando la figura de un obispo, o un friso en el cual se observa una pelea de caza.